# Kurta Niké
Kurta Niké (Székesfehérvár, 1989. június 7. –) magyar színésznő.

## Pályája
1989-ben született, a székesfehérvári Tóparti Gimnáziumban érettségizett. Előbb a Kaposvári Egyetem színészhallgatója volt egy évig, majd Budapesten folytatta tanulmányait. 2014-ben végzett a Színház- és Filmművészeti Egyetemen. 2012–2015 között a Szputnyik Hajózási Társaság tagja, majd a társulat megszűnése után szabadúszó.
Vőlegénye Laboda Kornél.

## Filmjei
- A mi kis falunk (magyar filmsorozat, 2024) …Csenge
- Semmelweis (2023) ...Margaret
- Angyaltrombiták (magyar filmsorozat, 2023) …Anna
- Mellékhatás (magyar filmsorozat, 2020) … Detti
- Seveled (magyar vígjáték, 2019) … Saci barátnője
- Idegenek (2019) … nő törülközőben
- Örök tél (magyar történelmi filmdráma, 2018) … Vera
- Víziváros (magyar játékfilm, 2017) … Polina
- Kút (magyar játékfilm, 2016) … Marcsi
- Zsibvásár (magyar kisjátékfilm, 2014) … Karin
- Terápia (magyar filmsorozat, 2012) … Virág